# Grobbendonk
Grobbendonk ist eine belgische Gemeinde in die Kempen der Region Flandern mit 11.607 Einwohnern (Stand 1. Januar 2024). Sie besteht aus dem Hauptort und dem Ortsteil Bouwel.
Turnhout liegt 20 Kilometer nordöstlich, Antwerpen 22 Kilometer westlich und Brüssel etwa 45 Kilometer südwestlich.
Die nächsten Autobahnabfahrten befinden sich bei Herentals-West an der A13/E 313 sowie bei Zoersel und Lille an der A21/E 34. Die Gemeinde hat einen Regionalbahnhof beim Ortsteil Bouwen an der Bahnlinie Antwerpen-Lier-Bouwen-Herentals-Mol-Hasselt/Weert (Niederlande). Der Flughafen Antwerpen ist der nächste Regionalflughafen und der Flughafen Brüssel National nahe der Hauptstadt Brüssel ist ein Flughafen von internationaler Bedeutung.

## Persönlichkeiten

### Ehrenbürger
- Herman Van Springel (1943–2022), Radrennfahrer

### Söhne und Töchter der Gemeinde
- Rik Van Looy (1933–2024), Radrennfahrer
- Roger De Breuker (1940–2018), Radrennfahrer